# Kaspar Joseph Barmettler
Kaspar Joseph Barmettler (* 1. Oktober 1745 in Buochs; † 18. März 1810 ebenda) war ein Schweizer Politiker. Von 1802 bis 1810 gehörte er dem Regierungsrat (damals Wochenrat genannt) des Kantons Nidwalden an.

## Leben
Der Sohn des Ratsherrn Johann Melch Barmettler und der Marie Elisabeth Gut wurde in Buochs geboren. In die stark in die Politik eingebettete Verwandtschaft gehören nebst seinem Schwiegervater Stanislaus Christen auch seine Söhne Kaspar Josef und Alois, die beide Ratsherren waren.
Seine politische Karriere begann 1782 mit dem Amt eines Richters. Er übte dieses Amt mit mehreren Unterbrüchen bis 1804 aus. In späteren Jahren wurde er Ratsherr und war zwischen 1802 und 1810 Obervogt und Regierungsrat.
Barmettler heiratete am 19. Februar 1787 in Dallenwil Anna Marie Josefa Christen. Aus dieser Ehe stammen sieben Kinder (vier Töchter und drei Söhne), darunter die Ratsherren Kaspar Josef (ältester Sohn) und Alois (jüngster Sohn).

## Quelle
- Neues Stammbuch. Band V, Barmettler I, 15 (S. 24 und 25 von 143) im Staatsarchiv Nidwalden.

| Personendaten    | Personendaten             |
| ---------------- | ------------------------- |
| NAME             | Barmettler, Kaspar Joseph |
| KURZBESCHREIBUNG | Schweizer Politiker       |
| GEBURTSDATUM     | 1. Oktober 1745           |
| GEBURTSORT       | Buochs                    |
| STERBEDATUM      | 18. März 1810             |
| STERBEORT        | Buochs                    |